# Юйси
Юйси́ (кит. упр. 玉溪, пиньинь Yùxī) — городской округ в китайской провинции Юньнань.

## История
На палеолитическом местонахождении Ганьтанцзин в уезде Цзянчуань обнаружено кострище, мелкие кремнёвые и кварцевые орудия, а также изделия из дерева и кости.
После завоевания Дали монголами и вхождения этих мест в состав империи Юань в 1278 году были образованы Чэнцзянский регион (澂江路), Линьаньский регион (临安路), Юаньцзянский регион (元江路) и Чжунцинский регион (中庆路). После разгрома Басалаварми и присоединения этих земель в 1382 году к империи Мин Чжунцинский регион был преобразован в Юньнаньскую управу (云南府), Чэнцзянский регион — в Чэнцзянскую управу (澂江府), Линьаньский регион — в Линьаньскую управу (临安府), территория же бывшего Юаньцзянского региона в связи с большим количеством проживающих там национальных меньшинств в итоге стала Юаньцзянской управой (元江府) только при империи Цин, в 1661 году, а в 1770 году Юаньцзянская управа была преобразована в Юаньцзянскую непосредственно управляемую область (元江直隶州; слова «непосредственно управляемая» означают, что хотя «область» по статусу это ниже, чем «управа», данная область тем не менее подчинялась напрямую властям провинции). После Синьхайской революции в Китае была проведена реформа структуры административного деления, в результате которой были упразднены управы, а области и комиссариаты преобразованы в обычные уезды.
После вхождения провинции Юньнань в состав КНР в марте 1950 года был создан Специальный район Юйси (玉溪专区), состоящий из 12 уездов; власти специального района разместились в уезде Юйси (玉溪县). В 1951 году уезд Эшань был преобразован в Эшань-Ийский автономный район уездного уровня (峨山县彝族自治区（县级）). В 1954 году уезд Юаньцзян (元江县) был передан из Специального района Мэнцзы (蒙自专区) в состав Специального района Юйси. В 1955 году написание названия уезда Чэнцзян было изменено с 澂江县 на 澄江县. В 1956 году уезды Хэси (河西县) и Тунхай (通海县) были объединены в уезд Цилу (杞麓县); Эшань-Ийский автономный район уездного уровня был преобразован в Эшань-Ийский автономный уезд.
В 1958 году уезд Куньян (昆阳县) был присоединён к уезду Цзиньнин. В 1960 году уезд Цилу был переименован в Тунхай, уезд Цзянчуань был присоединён к уезду Юйси, уезд Цзиньнин был передан из состава Специального района Юйси под юрисдикцию властей Куньмина. В 1962 году был воссоздан уезд Цзянчуань.
В 1970 году Специальный район Юйси был переименован в Округ Юйси (玉溪地区).
В 1979 году уезд Юаньцзян был преобразован в Юаньцзян-Хани-И-Дайский автономный уезд, а уезд Синьпин (新平县) — в Синьпин-И-Дайский автономный уезд.
В 1983 году уезд Юйси был преобразован в городской уезд Юйси (玉溪市).
Постановлением Госсовета КНР от 13 декабря 1997 года были расформированы округ Юйси и городской уезд Юйси, и образован городской округ Юйси; территория бывшего городского уезда Юйси стала районом Хунта в его составе.
Постановлением Госсовета КНР от 3 декабря 2015 года уезд Цзянчуань был преобразован в район городского подчинения.
В 2019 году уезд Чэнцзян был преобразован в городской уезд.

## Административно-территориальное деление
Городской округ Юйси делится на 2 района, 1 городской уезд, 3 уезда, 3 автономных уезда.
| Карта | Карта                                   | Карта                    | Карта                                 | Карта                       | Карта         | Карта                |
| --- | --------------------------------------- | ------------------------ | ------------------------------------- | --------------------------- | ------------- | -------------------- |
| Хунта Цзянчуань Чэнцзян Тунхай Хуанин Имэнь Эшань-Ийский автономный уезд Синьпин-И-Дайский автономный уезд Юаньцзян-Хани-И-Дайский автономный уезд |                                         |                          |                                       |                             |               |                      |
| Статус | Русское название                        | Китайское название       | Пиньинь                               | Население (тыс. чел., 2003) | Площадь (км²) | Плотность (чел./км²) |
| Район | Хунта                                   | 红塔区                   | Hóngtǎ qū                             | 390                         | 1004          | 388                  |
| Район | Цзянчуань                               | 江川区                   | Jiāngchuān qū                         | 260                         | 850           | 306                  |
| Городской уезд | Чэнцзян                                 | 澄江市                   | Chéngjiāng shì                        | 150                         | 773           | 194                  |
| Уезд | Тунхай                                  | 通海县                   | Tōnghǎi xiàn                          | 270                         | 721           | 374                  |
| Уезд | Хуанин                                  | 华宁县                   | Huáníng xiàn                          | 200,000                     | 1313          | 152                  |
| Уезд | Имэнь                                   | 易门县                   | Yìmén xiàn                            | 170                         | 1571          | 108                  |
| Эшань-Ийский автономный уезд | Эшань-Ийский автономный уезд            | 峨山彝族自治县           | Éshān Yízú zìzhìxiàn                  | 150                         | 1972          | 76                   |
| Синьпин-И-Дайский автономный уезд | Синьпин-И-Дайский автономный уезд       | 新平彝族傣族自治县       | Xīnpíng Yízú Dǎizú zìzhìxiàn          | 270                         | 4223          | 64                   |
| Юаньцзян-Хани-И-Дайский автономный уезд | Юаньцзян-Хани-И-Дайский автономный уезд | 元江哈尼族彝族傣族自治县 | Yuánjiāng Hānízú Yízú Dǎizú zìzhìxiàn | 200                         | 2858          | 70                   |

## Экономика
Крупный центр табачной промышленности. 